# Echinogorgia sphaerophora
Echinogorgia sphaerophora är en korallart som beskrevs av Kükenthal 1919. Echinogorgia sphaerophora ingår i släktet Echinogorgia och familjen Plexauridae. Inga underarter finns listade i Catalogue of Life.